# 오호도노오키미
오호도노오키미(意富富杼王)는 기키에 등재된 고대 일본의 황족이다. 오이노오키미의 부친, 오진 천황은 오호도노오키미의 조부이다. 부친은 와카누케후타마타노미코.